# Aaadonta pelewana
Aaadonta pelewana là một loài ốc, động vật thân mềm chân bụng thuộc họ Endodontidae. Đây là loài đặc hữu của Palau, được tìm thấy ở Peleliu và Koror. Nếu loài này còn tồn tại, chúng hiện đang bị đe dọa bởi sự phá hủy và biến đổi môi trường sống rừng ẩm vùng đất thấp nhiệt đới.